# Бронекатери типу Н
Бронекатери типу Н — клас броньованих катерів-розвідників, збудованих у 1916—1918 роках на замовлення Головного військово-технічного управління (ГВТУ) Російської імперії.

## Проєктування, будівництво
Після початку бойових дій на фронтах Першої світової війни перед Російським Військовим відомством постало питання про використання річок як транспортних артерій для передислокації військ та їх постачання, а також проведення бойових операцій по вогневій підтримці військ та висадці десантів. Тому, перед Головним військово-технічним управлінням було поставлено завдання: створити бойові судна для дій на річках. Найважливішою вимогою до проєктованих річкових броньованих суден було обмеження по зануренню в 2 фута (0.61 м), що було зв'язано з мілководдям річок на заході Росії. За проєктом передбачалося встановлення двох кулеметів «Максим» у носовій та кормовій броньованих баштах з боєзапасом 4000 пострілів. Крім того, всі судна повинні були без розборки перевозитися залізницею. Як прототип у ГВТУ був лише проєкт посильного судна типу «Штик» Амурської флотилії, виготовлений на Путилівському заводі у 1909 році. Наприкінці квітня 1915 року штабс-капітан Симонов організував ескізне проєктування кораблів, яке вдалося закінчити вже за 1,5 місяці. На основі проєкту посильного судна типу «Штик» було розроблено шість нових проєктів. Канонерський човен і броньований катер-розвідник, являли собою найбільш потужні бойові одиниці, мали однакову компоновку та всі необхідні побутові умови для екіпажу. Таким чином фактично було створено новий клас кораблів — бронекатери.
Замовлення на виготовлення бронекатерів видали Технічній конторі «Бюро Вега», яхт-верфі в місті Борго, Фінляндія (за іншими даними — у м. Санкт-Петербург, Росія) на 4 катери, та суднобудівному заводі К. О. Ревенського в Одесі на 14 катерів. «Бюро Вега» справилося зі своїм замовленням до середини 1916 року, натомість завод Ревенського затягнув замовлення аж до 1918 року. Таким чином у 1916—1918 рр. було збудовано 18 катерів цього типу.
Кораблі цього типу використовувались в умовах річок, оскільки для умов Чорного моря вони мали малу морехідність. Наприкінці 20-х років на частину катерів встановлено 76,2-мм гірську гармату зразка 1909 року з боєзапасом 160 пострілів, замість кормової кулеметної башти. На катер «Н-5» у 1931 році встановлено безвідкатну пушку Курчевського на кормі. Катери могли прийняти на палубу до п'яти мін типу «Р» на кошках. На катерах-розвідниках передбачалася можливість встановлення швидкозйомного річкового тралу. Для постановки димової завіси у 30-х роках катери «Н-2» и «Н-4» мали 43 кг хлор-сульфонової кислоти і аміаку (у балонах).

## Історія служби
Використовувалися з 1916 по 1941 рік. Перші чотири катери цього типу увійшли до складу флоту 19 березня 1916 року. Решта — будувалася до 1918 року. Під час Громадянської війни 8 лютого 1920 року Червона Армія зайняла Одесу та захопила у якості трофеїв 11 катерів даного типу.
Зупинимося на долі одного з катерів, який був досить довго на службі та був єдиним з цього типу, який зустрів Німецько-радянську війну на Дніпрі. Мова йде про катер під номерною назвою № 5. Вже 3 липня він був у складі червоного Чорноморського флоту. З 1920 і до 1923 року корабель ремонтувався, а потім до 1928 року знаходився на збереженні у Миколаїві. Лише тоді, у 1928 році, його перевезли до Києва. Там катер внесли до складу Дніпровської військової флотилії, де він отримав нову назву «Н-5» та виконував функцію або службового плавзасоба або платформи для технічних артилерійських випробувань. Невдовзі, у 1933 — 34 роках, корабель знову знаходиться на ремонті.
З формуванням 17 липня 1940 року Пінської військової флотилії «Н-5» входить до її складу та отримує нову номерну назву «Н-15». Організаційно бронекатер «Н-15» разом з бронакатерами типу Д числився у загоні бронекатерів флотилії. 22 червня 1941 року «Н-15» зустрічає у Києві під командуванням лейтенанта Гончара І. П. та залишається у резерві до 4 серпня, коли був створений Київський загін річкових кораблів (ЗРК) для дій на річці Дніпро на флангах Київського укріпленого району. За планом прикриття переправ «Н-15» ніс службу 24 — 26 серпня біля села Глібівка. Тут знаходилася одна з переправ 27-го стрілецького корпусу Південно-Західного фронту. У цілому «Н-15» нічим незвичайним не відзначився. Маючи добру швидкість та бронювання, але велику осадку, він не діяв разом з іншими катерами на річці Березина. 18 вересня 1941 року «Н-15» підірвано власним екіпажем в районі Києва за наказом Військової Ради Південно-Західного фронту, коли 37-ма армія Південно-Західного фронту, відбиваючи другий німецький штурм Київського укріпрайону, за наказом залишала Київ.